# Сью Берд
Сюзанна Бріджит «Сью» Берд (англ. Suzanne Brigit Bird; 16 жовтня 1980) — американська професійна баскетболістка, яка грає за Сієтл Сторм і УГМК.
У старшій школі її визнавали гравчинею року штату Нью-Йорк, гравчинею року Нью-Йорк Дейлі Ньюз, а також за версією WBCA. У своєму старшому 2002 році в складі непереможних UConn вона здобула Вейд Трофі і нагороду Нейсміта серед коледжів. Завершила свою кар'єру в складі UConn на 1-му місці за відсотком влучання триочкових кидків і відсотком влучання штрафних, а також на 2-му місці за передачами і перехопленнями. Була триразовою володаркою нагороди Ненсі Ліберман як найкраща розігрувальна в країні, привівши свою команду до різниці між перемогами і поразками 114-4.
Команда Сієтл Сторм вибрала Берд під першим загальним номером на драфті ЖНБА 2002 року. Після цього вона сім разів брала участь у матчі всіх зірок ЖНБА. Є однією з дев'яти баскетболісток які вигравали три нагороди: олімпійську золоту медаль, чемпіонат NCAA і чемпіонат ЖНБА. 2011 року вболівальники її визнали однією з 15 найкращих гравчинь ЖНБА всіх часів.

## Раннє життя
Берд народилася 16 жовтня 1980 року в Сайоссеті, Нассау Каунті, Нью-Йорк в родині Гершель і Ненсі Бердів. Має старшу сестру на ім'я Джен. Її батько за походженням є російським євреєм, який народився в Італії і їхнє справжнє прізвище було «Бурда». Завдяки цьому 2006 року вона також отримала ізраїльське громадянство, але на міжнародних змаганнях представляє країну в якій народилась, США. Від своєї матері Берд перейняла християнську віру.
Берд захоплювалась спортом з раннього віку, частково під впливом своєї старшої сестри. Крім баскетболу грала у футбол, теніс, займалася бігом. Сью стала дуже хорошою баскетболісткою і почала грати в ААУ у шостому класі. У 11 років вона грала у великій перерві гри Ст. Джон; її гра була настільки захопливою, що охоронець попросив у неї автограф.

## Старша школа
На першому та другому курсах Сью грала за школу Сайоссет, але хотіла більшої конкуренції. Тому вона вступила в Christ the King Regional High School у Квінз, Нью-Йорк. Сью провела там два сезони, перший з яких її команда завершила з показниками 24-3. У другому сезоні її команда пройшла турнірну дистанцію без поразок і виграла чемпіонат штату Нью-Йорк, а також національний титул. Берд здобула безліч нагород, в тому числі стала гравчинею року штату Нью-Йорк, і гравчинею року New York Daily News. WBCA назвала її найкращою гравчинею. Взяла участь у всеамериканській грі старших шкіл WBCA, у якій набрала 11 очок.

## Коледж
Багато команд намагались завербувати Берд, включаючи Стенфорд і Вандербілт. Вона мріяла про UConn, але почала вагатися, коли Кейрстен Волтерс та Ромео Стеферсон, обидві розігрувальні, оголосили про свій намір вступати в університет Коннектикуту. Турбувалася, що там не залишиться місця для неї. Однак Стеферсон передумала і вирішила поїхати в Бостонський коледж, отож для Берд стало легше ухвалити рішення про вступ до університету Коннектикуту. Крім того він був близько до дому і мав переможну традицію, подібно до її шкільної команди. Вона пропустила через порваний ACL вісім ігор у свій перший сезон. Була не в змозі зробити редшерт, оскільки зіграла у більш, ніж 20 % ігор команди. У своєму другому сезон (1999—2000) Берд повернулася, щоб вивести команду на рекорд 36-1 і виграш великого Східного Чемпіонату і Жіночого баскетбольного турніру NCAA 2000 року. Її перший сезон Хаскіс завершили з результатом 32-3. Останньою поразкою був програш своїм принциповим суперницям по дивізіону Великий Схід Нотр-Дам у «фіналі чотирьох». Це була остання поразка Берд під час навчання в коледжі, оскільки Хаскіс залишились непереможеними 39-0 впродовж її наступного, старшого, сезону 2002 року. Тоді вона виграла Вейд Трофі і нагороду Нейсміта.
Протягом свого молодшого року Берд грала у грі проти Нотр-Дам, яку називають «найкращою жіночою баскетбольною грою всіх часів». Про неї написано в книзі, Берд разом зі свистком (англ. Bird at the Buzzer). У цій грі Берд забила гол разом зі свистком і принесла своїй команді перемогу.
Вона завершила свою кар'єру в університеті Коннектикуту в багатьох списках рекордів. Нині посідає 24-те місце за набраними очками (1378), 2-ге за передачами (585) і 7-ме за перехопленнями (243). Також посідає 1-ше місце за відсотком влучень з-за лінії триочкових кидків (45,9) і реалізації штрафних (89,2). Здобула два титули національних чемпіонатів, три Великого східного чемпіонату і один регулярного сезону Великого сходу. Берд була лауреатом премії Ненсі Ліберман 2000 року, яку дають провідній розігрувальній країни, і потім повторила цей успіх у 2001 і 2002 роках. Загалом в іграх за її участю університет Коннектикуту досягнув чудової різниці перемог до поразок 114-4. Берд є однією з перших перших (2006) гравчинь, які увійшли до програми визнання жіночого баскетболу університету Коннектикуту «Huskies of Honor».
| Статистика виступів за Університет Коннектикуту |     |     |      |       |     |      |       |     |     |       |     |     |     |     |    |     |      |      |      |
| Рік                                             | G   | FG  | FGA  | PCT   | 3FG | 3FGA | PCT   | FT  | FTA | PCT   | REB | AVG | A   | TO  | B  | S   | MIN  | PTS  | AVG  |
| 1998–99                                         | 8   | 16  | 41   | 0.316 | 6   | 19   | 0.316 | 3   | 4   | 0.750 | 16  | 2.0 | 25  | 16  | 1  | 15  | 160  | 41   | 5.1  |
| 1999-00                                         | 37  | 140 | 279  | 0.502 | 72  | 145  | 0.497 | 53  | 59  | 0.898 | 94  | 2.5 | 160 | 80  | 1  | 69  | 1052 | 405  | 10.9 |
| 2000–01                                         | 34  | 137 | 309  | 0.443 | 60  | 139  | 0.432 | 35  | 45  | 0.778 | 89  | 2.6 | 169 | 88  | 4  | 63  | 941  | 369  | 10.9 |
| 2001–02                                         | 39  | 198 | 392  | 0.505 | 69  | 148  | 0.466 | 98  | 104 | 0.942 | 131 | 3.4 | 231 | 93  | 9  | 96  | 1168 | 563  | 14.4 |
| Totals                                          | 118 | 491 | 1021 | 0.481 | 207 | 451  | 0.459 | 189 | 212 | 0.892 | 330 | 2.8 | 585 | 277 | 15 | 243 | 3321 | 1378 | 11.7 |

## Збірна США
Вона грала в складі збірної США на командному Кубку Джонса 2000 у Тайбеї. Берд вийшла в стартовому складі всі чотири гри і була лідеркою своєї команди за результативними передачами (17), допомігши їй здобути золоті медалі.
2002 року Берд взяли в збірну, яка змагалася на чемпіонаті світу в Чжанцзягані, Чанчжоу і Нанкіні, Китай. Команду тренував Ван Чанселлор. Берд набирала в середньому 4,3 очка за гру. Команда США виграла всі дев'ять ігор, у тому числі здобула близьку перемогу у вирішальному матчі проти Росії, яку вони виграли в одне очко наприкінці гри.
У міжсезоння 2003—2004 міжсезоння Берд викликали до олімпійської баскетбольної команди. На іграх у Афінах США виграла золото.
2006 року Берд знову запросили до лав збірної, на Чемпіонат Світу в Сан-Паулу (Бразилія) у вересні. Після закінчення кар'єри Лізи Леслі та Дон Стейлі і травми Шеріл Свупс, Берд, разом з Кендейс Паркер і Даяною Торасі вийшла на провідні ролі в національній збірній. У США команда виграла вісім з дев'яти ігор, але поступилась збірній Росії 75-68 у півфіналі, тож в підсумку задовольнилась бронзовими медалями. За дев'ять ігор Берд реалізувала 50 % триочкових спроб. Також була лідеркою команди за передачами (41).
Влітку 2008 року її запросили в олімпійську збірну. Команда виграла золоту медаль у Пекіні. Берд розпочала гру в стартовій п'ятірці у всіх восьми матчах й була лідеркою за перехопленнями (14).
Восени 2009 року Берд запросили на збори національної збірної США. Берд потрапила до складу національної збірної, що грала на Чемпіонаті Світу у вересні-жовтні 2010 року. Команду тренував Джино Орімма. Оскільки багато учасниць команди все ще грали в ЖНБА незадовго до змагань, то команда мала лише один день тренувань у повному складі перед від'їздом до Острави і Карлових Вар у Чехії. Навіть не маючи достатньої практики команді вдалося виграти свою першу гру проти Греції з перевагою у 26 очок. Команда продовжувала домінувати, перемігши з перевагою в понад 20 очок у перших п'яти іграх. Шоста гра була проти непереможної Австралії — США повели з перевагою 24 очки і в підсумку перемогли 83-75. Американки виграли свої наступні дві гри з перевагою в понад 30 очок, а потім зустрілися з господарками, збірною Чехії. Після першої половини гри США мали лише п'ятиочкову перевагу. Потім чешки скоротили відставання до трьох очок, але на більше їх не вистачило. Збірна США завоювала золоті медалі. Берд набирала в середньому 5,6 очка за гру і з 26 передачама стала лідеркою команди за цим показником.
Берд зіграла за США на літніх Олімпійських іграх 2012, де американки здобули п'яту поспіль золоту медаль.

### Виступи на Олімпіадах
| Олімпіада   | Дисципліна | Місце |
| ----------- | ---------- | ----- |
| Афіни 2004  | баскетбол  | 1     |
| Пекін 2008  | баскетбол  | 1     |
| Лондон 2012 | баскетбол  | 1     |

## Особисте життя
20 липня 2017 року Берд здійснила камінг-аут як лесбійка. Вона почала зустрічатися з футболісткою Меган Рапіноу протягом кількох місяців після того, як вони зустрілися на Олімпіаді в Ріо-2016 У 2018 році вона та Рапіноу стали першою одностатевою парою на обкладинці журналу ESPN The Magazine «Body Issue». Вони оголосили про заручини 30 жовтня 2020 року.

## Професійна кар'єра

### ЖНБА

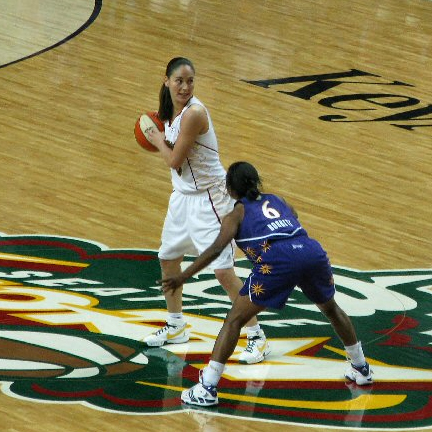
Берд у грі плей-оф 2008 проти ЛА Спаркс

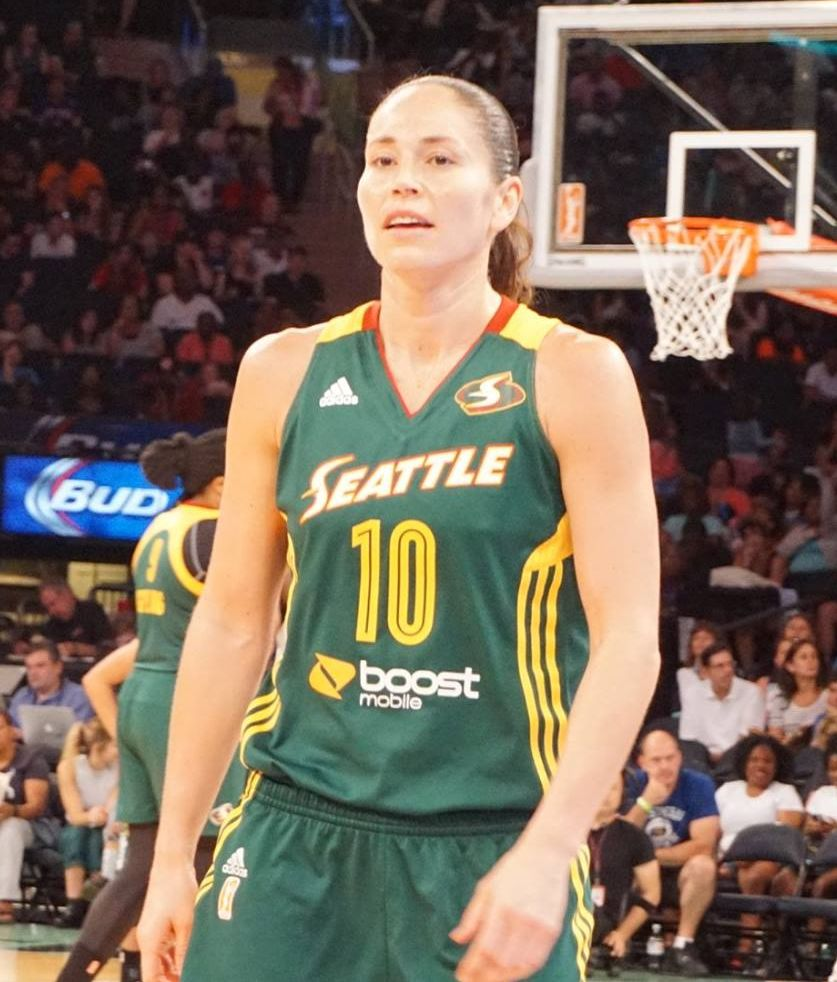
Сью Берд 2 серпня 2015 року на Медісон сквер Гарден

Сієтл Сторм вибрав Берд під першим загальним номером на драфті ЖНБА 2002 року. У своєму дебютному сезоні вона розпочала усі 32 гри в стартовій п'ятірці і в середньому набирала 14,4 очка за гру. також увійшла до стартової п'ятірки команди всіх зірок Західної конференції 2002 року. Посіла друге місце в голосуванні на звання «новачки року» лише і стала однією з двох новачок, які потрапили до першої команди всіх зірок ЖНБА. Також привела Сторм до їхньої першої участі в плей-оф. 2004 року Берд допомогла Сторм виграти свій перший чемпіонат ЖНБА. Перемігши на чемпіонаті ЖНБА вона стала однією з дев'яти жінок, які крім цього змагання ще виграли олімпійську золоту медаль і чемпіонат NCAA. Інші восьмеро: Рут Райлі, Шеріл Свупс, Сінтія Купер-Дайк, товаришки по команді Хаскіс Свін Кеш, Кара Волтерс, Даяна Торасі, і після Лондона-2012 Майя Мур і Таміка Кетчінгс. 2011 року вболівальники проголосували за неї як за одну з 15 найкращих гравчинь за п'ятнадцятирічну історію НБА.
Протягом сезону ЖНБА 2012 Берд мала проблеми з коліном. Через це їй довелося зробити операцію, яка заважала їй грати весь сезон-2013.

### Міжнародна кар'єра
У міжсезоння ЖНБА 2004—2005 вона грала в Росії разом з товаришкою по Сторм Камілою Водічковою за московське «Динамо». У міжсезоння ЖНБА 2005—2006 у тій самій команді вона виграла чемпіонат Росії й досягнула плей-оф Євроліги.
У міжсезоння ЖНБА 2006—2007 разом з товаришкою по команді Сторм Лорен Джексон, а також по Коннектикуту Даяною Торасі й Світланою Абросімовою, грала за російську команду Спарта&К вона виграла і Російську суперлігу і Євролігу.

## Статистика в ЖНБА

### Регулярний сезон
| Сезон   | Команда             | GP  | GS  | MPG  | FG%  | 3P%  | FT%  | RPG | APG | SPG | BPG | TO   | PPG  |
| ------- | ------------------- | --- | --- | ---- | ---- | ---- | ---- | --- | --- | --- | --- | ---- | ---- |
| 2002    | Сієтл               | 32  | 32  | 35.0 | .403 | .401 | .911 | 2.6 | 6.0 | 1.7 | 0.1 | 3.41 | 14.4 |
| 2003    | Сієтл               | 34  | 34  | 33.4 | .421 | .350 | .884 | 3.3 | 6.5 | 1.4 | 0.0 | 3.24 | 12.4 |
| 2004    | Сієтл               | 34  | 34  | 33.4 | .463 | .438 | .859 | 3.1 | 5.4 | 1.5 | 0.2 | 2.56 | 12.9 |
| 2005    | Сієтл               | 30  | 30  | 34.0 | .442 | .437 | .855 | 2.4 | 5.9 | 1.0 | 0.2 | 2.90 | 12.1 |
| 2006    | Сієтл               | 34  | 34  | 31.3 | .411 | .366 | .868 | 3.0 | 4.8 | 1.8 | 0.1 | 2.59 | 11.4 |
| 2007    | Сієтл               | 29  | 29  | 31.7 | .428 | .338 | .846 | 2.0 | 4.9 | 1.5 | 0.3 | 2.31 | 10.4 |
| 2008    | Сієтл               | 33  | 33  | 33.7 | .441 | .343 | .871 | 2.5 | 5.1 | 1.2 | 0.1 | 2.67 | 14.1 |
| 2009    | Сієтл               | 31  | 31  | 35.5 | .408 | .360 | .854 | 2.5 | 5.8 | 1.5 | 0.1 | 2.61 | 12.8 |
| 2010    | Сієтл               | 33  | 33  | 30.5 | .434 | .399 | .857 | 2.7 | 5.8 | 1.5 | 0.2 | 1.82 | 11.1 |
| 2011    | Сієтл               | 34  | 34  | 33.0 | .449 | .428 | .875 | 2.9 | 4.9 | 1.4 | 0.2 | 2.35 | 14.7 |
| 2012    | Сієтл               | 29  | 29  | 31   | .459 | .384 | .783 | 2.9 | 5.3 | 0.9 | 0.1 | 2.24 | 12.2 |
| 2014    | Сієтл               | 33  | 33  | 29.2 | .386 | .345 | .831 | 2.2 | 4.0 | 0.8 | 0.0 | 2.27 | 10.6 |
| Кар'єра | 12 років, 1 команда | 386 | 386 | 32.7 | .428 | .383 | .864 | 2.7 | 5.4 | 1.4 | 0.1 | 2.58 | 12.5 |

### Плей-оф
| Сезон   | Команда             | GP | GS | MPG  | FG%  | 3P%  | FT%   | RPG | APG | SPG | BPG | TO   | PPG  |
| ------- | ------------------- | -- | -- | ---- | ---- | ---- | ----- | --- | --- | --- | --- | ---- | ---- |
| 2002    | Сієтл               | 2  | 2  | 36.5 | .409 | .273 | 1.000 | 0.0 | 6.0 | 2.5 | 0.0 | 2.50 | 14.0 |
| 2004    | Сієтл               | 8  | 8  | 29.1 | .377 | .300 | .762  | 3.2 | 5.2 | 1.5 | 0.0 | 2.00 | 8.5  |
| 2005    | Сієтл               | 3  | 3  | 34.3 | .273 | .133 | .875  | 1.7 | 4.3 | 1.0 | 0.0 | 1.33 | 9.0  |
| 2006    | Сієтл               | 3  | 3  | 35.0 | .361 | .333 | .625  | 2.7 | 3.3 | 0.3 | 0.7 | 2.33 | 12.7 |
| 2007    | Сієтл               | 2  | 2  | 35.5 | .458 | .583 | 1.000 | 2.0 | 5.0 | 2.0 | 0.0 | 3.00 | 16.5 |
| 2008    | Сієтл               | 3  | 3  | 37.0 | .460 | .294 | 1.000 | 2.3 | 3.0 | 1.3 | 0.0 | 2.00 | 19.7 |
| 2009    | Сієтл               | 3  | 3  | 36.3 | .333 | .417 | .875  | 3.7 | 4.0 | 1.3 | 0.0 | 2.33 | 11.3 |
| 2010    | Сієтл               | 7  | 7  | 37.0 | .386 | .333 | .769  | 4.1 | 7.7 | 1.7 | 0.4 | 2.00 | 12.1 |
| 2011    | Сієтл               | 3  | 3  | 33.7 | .444 | .5   | .857  | 4   | 2.7 | 1   | 0   | 0.67 | 15.7 |
| 2012    | Сієтл               | 3  | 3  | 35.3 | .439 | .5   | .833  | 1.7 | 7   | 1.7 | 0.7 | 3.33 | 16.3 |
| Кар'єра | 10 років, 1 команда | 37 | 37 | 34.4 | .394 | .36  | .833  | 2.9 | 5.2 | 1.4 | 0.2 | 2.08 | 12.6 |

## Нагороди та почесні звання
- 1998 — всеамериканська WBCA.[12]
- 2000 — премія Ненсі Ліберман
- 2001 — премія Ненсі Ліберман
- 2002 — премія Ненсі Ліберман
- 2002 — премія Нейсміта
- 2002 — Вейд Трофі[1]
- 2002 — Нагорода старших класів Лоу[31]
- 2002 — Баскетболістка року конференції Великий Схід
- 2002 — переможниця спортивної нагороди Хонда в галузі баскетболу[32]
- 2002-07, 2009, 2011, 2014 — участь матчі всіх зірок НБА